# Slough Town Football Club
Slough Town Football Club é um clube de futebol semiprofissional da Inglaterra. O clube foi fundado oficialmente em 1890, após a fusão de três clubes locais, Swifts, Slough Albion e Young Men's Friendly Society, que formaram um novo clube, o Slough F.C. Seus jogos são disputados no Arbour Park, que tem capacidade para 2 000 pessoas. Atualmente disputa a Liga de Futebol do Sul da Primeira Divisão. Neil Baker é o atual treinador do clube.
Slough Town é um clube de futebol sênior sem liga representando a cidade inglesa de Slough. O clube é chamado de "The Rebels" e disputa a National League South, que corresponde à 6ª divisão do futebol inglês.

## História
O Slough Town começou a temporada 2016-17 jogando seus primeiros jogos em casa, no Holloways Park, Windsor Road, Beaconsfield, Buckinghamshire. O time voltou ao distrito de Slough pela primeira vez em mais de uma década em 29 de agosto de 2016, quando jogaram seu primeiro jogo no novo terreno, Arbour Park, contra o Hayes e Yeading United FC, ganhando de 2-1.